# Wilhelmine Sostmann
Wilhelmine Anna Elisabeth Sostmann (auch: Anna Wilhelmine Elise Blumenhagen; Rufname Minna; * 21. September 1788 in Hannover; † 30. November 1864 in Hamburg) war eine deutsche Schriftstellerin und Schauspielerin. Sie schrieb zahlreiche Romane und Erzählungen, die seinerzeit großen Anklang fanden.

## Leben
Geboren 1788 zur Zeit des Kurfürstentums Hannover in der durch die Personalunion zwischen Großbritannien und Hannover lange verwaisten Residenzstadt Hannover als Tochter eines königlichen Kammerschreibers und Schwester des Arztes und Schriftstellers Wilhelm Blumenhagen und des Arztes und Schriftstellers Carl Julius Blumenhagen, heiratete „Minna“ 1805 den Juristen Maximilian Heinrich Philipp Anton Sostmann († 1834), der noch zur sogenannten „Franzosenzeit“ im Jahr 1813 Soldat wurde und nach Hamburg übersiedelte.
Wilhelmine Sostmann folgte ihrem Mann nach Hamburg und lebte nach seinem Tod 1834 zeitweilig verarmt. Erst kurz vor ihrem eigenen Ableben sicherte ihr die Deutsche Schillerstiftung eine Pension zu.

## Schriften (Auswahl)
- Die Gräfinnen Caboga. Ein Roman (3 Bände), 1826
- Monats-Rosen (enthält: Die spanische Jungfrau sowie Rosalinde, das Opfer der Liebe), Leipzig: Taubert, 1826
- Männerherz und Frauentreue. Ein Roman, Braunschweig: Meyer, 1828
- Der Erzbischof von Madrid, Roman in zwei Teilen, Hamburg 1835
- Novellen und Erzählungen, 1864 (1829 geschrieben), 2 Bände:
  - Bd. 1: Leonore. Thränen-Segen;
  - Bd. 2: Schicksals-Urtheil. Die Verführerinn
- Die letzten Tudors auf dem Throne von England, 3 Bände, Braunschweig: G. C. E. Meyer, 1845
- Fürst und Minister, Braunschweig: G. C. E. Meyer sen., 1851
- Der polnische Jude. Historischer Roman, 1864 (1833 geschrieben)